# Klub Sympatyków Kolei we Wrocławiu
Klub Sympatyków Kolei we Wrocławiu (KSK Wrocław) – organizacja pożytku publicznego działająca na rzecz ratowania i zachowania dziedzictwa kultury materialnej kolejnictwa, z siedzibą we Wrocławiu. Głównym celem statutowym organizacji jest ochrona i promocja kolei oraz działalność dydaktyczna i naukowa. Organizacja wspiera także działania oraz inicjatywy zmierzające do zachowania oraz ochrony zabytków polskiego kolejnictwa. 

## Historia
Początki Klubu Sympatyków Kolei we Wrocławiu sięgają roku 1989, działał wtedy jako nieformalna grupa osób, która rozpoczęła dokumentację fotograficzną zachodzących zmian infrastruktury oraz taboru kolejowego w Polsce. Jednocześnie Klub toczył walkę z ówczesnym zakazem fotografowania na PKP. Klub Sympatyków Kolei we Wrocławiu oficjalnie został założony 28 lutego 1991 roku. W dniu 14 maja tego samego roku odbyło się Walne Zebranie Członków Klubu Sympatyków Kolei, na którym wybrano zarząd. Prezesem Zarządu został Ryszard Boduszek. Klub został wpisany do rejestru stowarzyszeń dnia 16 maja 1991 roku, decyzją nr 13/91 Sądu Wojewódzkiego we Wrocławiu
Od roku 1992 Klub Sympatyków Kolei we Wrocławiu, wspólnie z PKP tworzył kolekcje polskiego zabytkowego taboru kolejowego. Za miejsce, w którym będzie gromadzony zabytkowy tabor kolejowy wybrano dawną parowozownię w Jaworzynie Śląskiej. W latach 1994–1997 dzięki staraniom Klubu do skansenu w Jaworzynie Śląskiej sprowadzono parowozy Pt31-49, Ty45-20, Ty43-23, Ty5-16 oraz elektrowozy ET22-121 (ex. EP23-001), ET21-100, a także wiele wagonów
Pod koniec lat 90. XX wieku, Klub postanowił pozyskiwać niszczejący zabytkowy tabor kolejowy na własny inwentarz. W 1999 roku KSK Wrocław pozyskał pierwszą własną jednostkę taboru – zabytkowy wagon towarowy węglarka typu 29W serii Wddo, o numerze 438746 (późniejsze oznaczenie 4W) z 1949 roku, przekazany na inwentarz Klubu przez Elektrownię Turów. Wagon został przez Klub przywrócony do pełnej sprawności technicznej. Znaczna większość zabytkowego taboru została pozyskana przez Klub od PKP Cargo S.A. oraz Wojska Polskiego. Najstarszy egzemplarz w klubowych zbiorach pochodzi z 1902 roku - jest to wagon Kdn pruskiej budowy, o numerze 125837, podarowany przez Wojsko Polskie. Dziś kolekcja KSK Wrocław liczy ponad 100 zabytkowych pojazdów kolejowych, w tym 29 z nich jest sprawna technicznie. Eksponaty wykorzystywane są do organizacji pociągów retro, inscenizacji historycznych oraz nagrań filmowych. Tabor KSK Wrocław wykorzystany był m.in. do uroczystego otwarcia Pomorskiej Kolei Metropolitalnej.
Po restrukturyzacji PKP, w latach 2001–2004 Klub czynił starania w celu ratowania niszczejącego skansenu kolejowego w Jaworzynie Śląskiej, co poskutkowało przejęciem od PKP majątku oraz terenów i nieruchomości przez Gminę Jaworzyna Śląska. Gmina - Uchwałą Rady Miejskiej, wybrała prywatną inicjatywę powołania Muzeum przekazując zgromadzony w skansenie tabor osobie prywatnej.
26 stycznia 2006 Klub zarejestrował w Krajowym Rejestrze Sądowym nowy statut i otrzymał status organizacji pożytku publicznego. 
W 2009 roku KSK Wrocław przystąpiło do organizacji Dolnośląskiego Społecznego Muzeum Kolejnictwa przy Klubie Sympatyków Kolei we Wrocławiu. Regulamin Muzeum dnia 14.12.2009 został uzgodniony z Ministrem Kultury i Dziedzictwa Narodowego.
W 2019 roku KSK Wrocław pozyskał od PKP Cargo S.A elektrowóz EP05-22, który 25 czerwca 1976 roku prowadził pociąg ekspresowy „Opolanin”. Pociąg z elektrowozem został zatrzymany przez robotników Ursusa, po czym rozkręcono tory i wykolejono lokomotywę na znak protestu rozpoczynając falę strajków Czerwca 1976. W 2021 roku Klub przy współfinansowaniu IPN wykonał zewnętrzny remont elektrowozu EP05-22, przywracając historyczne pomarańczowe malowanie.
W 2021 roku z okazji 30-lecia istnienia KSK Wrocław wydano znaczki pocztowe oraz kartki pocztowe obiegowe wprowadzone do obrotu 22.02.2021 roku.
Po dziś dzień Klub bezskutecznie stara się pozyskać teren, na którym mógłby publicznie eksponować swoje zbiory.

## Wykaz klubowego taboru[24]
Klub posiada usystematyzowaną kolekcję muzealną historycznego taboru kolejowego. W jej skład wchodzi obecnie 12 lokomotyw (m.in. lokomotywa parowa TKt48, lokomotywy spalinowe Ls40, SM41, SP42 oraz elektryczna EP05-22) oraz 80 wagonów osobowych i towarowych eksploatowanych w Polsce przez PKP, jak i wcześniej przez koleje niemieckie a zbudowanych w latach 1900–1970 przez wytwórnie pruskie i niemieckie oraz polskie na Dolnym Śląsku. Szczególne miejsce zajmują tu wagony zbudowane we Wrocławiu (LHW, a później Pafawag oraz ZNTK Wrocław).
Klub we własnym zakresie dokonuje napraw, konserwacji i renowacji oraz zajmuje się utrzymaniem zabytkowych pojazdów kolejowych, dzięki czemu pozostałe eksponaty z klubowej kolekcji zostają przywrócone do muzealno-turystycznej eksploatacji spełniając te same wymogi co tabor użytkowany przez inne przedsiębiorstwa kolejowe w Polsce.
|  | Numer taborowy | Seria                             | Rok produkcji                       | Stan techniczny                | Pochodzenie i historia | Pozyskanie                                                                         | Typ pojazdu                      |
|  | TKh05353 | T3A / Fablok Chrzanów             | 3121 / 1953                         | sprawna technicznie            | pracowała w Hucie Florian Świętochłowice | dzierżawa z DB Cargo Polska SA                                                     | Lokomotywa parowa                |
|  | TKt48-146 | TKt48/2 / Fablok Chrzanów         | 4736 / 1956                         | w trakcie naprawy              | pracował w PKP - lokomotywownia Kępno | odkupiony od PKP SA                                                                | Lokomotywa parowa                |
|  | SM30-507 | 1D / Fablok Chrzanów              | 3532 / 1958                         | sprawna technicznie            | pracowała w bazie pali w Rzeszowie | podarowana przez ORLEN S.A.                                                        | Lokomotywa spalinowa             |
|  | SM30-662 | 1D / Fablok Chrzanów              | 6627 / 1964                         | sprawna technicznie            | pracowała w Wojsku Polskim w Inowrocławiu | podarowana przez Wojsko Polskie                                                    | Lokomotywa spalinowa             |
|  | SP30-194 | 1D / Fablok Chrzanów              | 6974 / 1965                         | odrestaurowana zewnętrznie     | pracowała na PKP, ostatnio w Opolu | podarowana przez PKP CARGO S.A.                                                    | Lokomotywa spalinowa             |
|  | SM30-513 | 1D / Fablok Chrzanów              | 3544 / 1960                         | oczekuje naprawy               | pracowała w bazie paliw we Wrześni | podarowana przez ORLEN S.A.                                                        | Lokomotywa spalinowa             |
|  | SP42-001 | 101D / Fablok Chrzanów            | 8058 / 1970                         | Sprawna technicznie            | pracowała na PKP, ostatnio w Jeleniej Górze | podarowana przez PKP CARGO S.A.                                                    | Lokomotywa spalinowa             |
|  | SM41-126 | DVM2 / Ganz Mavag                 | 929 / 1964                          | odrestaurowana zewnętrznie     | pracowała na PKP, ostatnio w Stargardzie Szcz. | odkupiony od PKP S.A.                                                              | Lokomotywa spalinowa             |
|  | SU45-079 | 301Db / HCP Poznań                | 081 / 1973                          | sprawna techniczne             | pracowała na PKP, ostatnio w Krzyżu | użyczona przez ALS s.c. ze Starego Sącza                                           | Lokomotywa spalinowa             |
|  | SU45-089 | 301Db / HCP Poznań                | 091 / 1973                          | oczekuje zewnętrznej renowacji | pracowała na PKP, ostatnio w Krzyżu | użyczona przez ALS s.c. ze Starego Sącza                                           | Lokomotywa spalinowa             |
|  | 409Da-633 | 409Da / Zastal Zielona Góra       | 633 / 1978                          | sprawna technicznie            | pracowała w Wojsku Polskim w Drawnie | podarowana przez Wojsko Polskie                                                    | Lokomotywa spalinowa             |
|  | 409Da-098 | 409Da / Zastal Zielona Góra       | 98 / 1970                           | oczekuje na renowację          | pracowała w bazie paliw w Bytomiu | podarowana przez ORLEN S.A.                                                        | Lokomotywa spalinowa             |
|  | 409Da-836 | 409Da / Mystal Myszków            | 160 / 1988                          | w trakcie naprawy              | pracowała w bazie paliw Gdańsk Kiełpinek | podarowana przez ORLEN S.A.                                                        | Lokomotywa spalinowa             |
|  | SM03-343 | Ls150 / Fablok Chrzanów           | 5614 / 1961                         | w trakcie naprawy              | pracowała w Wojsku Polskim w Stawach | podarowana przez Wojsko Polskie                                                    | Lokomotywa spalinowa             |
|  | Ls40-5293 | Ls40 / Fablok Chrzanów            | 5293 / 1959                         | pomnik Wrocław ul. Paczkowska  | pracowała na bocznicach | podarowany przez ORLEN S.A.                                                        | Lokomotywa spalinowa             |
|  | Ls40-5434 | Ls40 / Fablok Chrzanów            | 5434 / 1959                         | sprawna technicznie            | pracowała na bocznicy w Ujeździe Górnym | odkupiona od PPZM Ujazd Górny                                                      | Lokomotywa spalinowa             |
|  | Ls60-356 | Ls60 / Zastal Zielona Góra        | 356 / 1971                          | oczekuje naprawy               | pracowała z bazie paliw w Rzepinie | podarowana przez ORLEN S.A.                                                        | Lokomotywa spalinowa             |
|  | Ls60-215 | Ls60 / Zastal Zielona Góra        | 215 / 1969                          | w trakcie naprawy              | pracowała na dawnej bocznicy Wrozamet we Wrocławiu | przekazana przez BSH Sprzęt Gospodarstwa Domowego Sp z o.o. z siedzibą w Warszawie | Lokomotywa spalinowa             |
|  | EP05-22 | 44E / Skoda                       | 4328 / 1961                         | odrestaurowana zewnętrznie     | pracowała w PKP lokomotywownia Warszawa Olszynka Grochowska. prowadziła pociąg Opolanin zatrzymany przez protestujących robotników w Ursusie w 1976 roku.                        | podarowana przez PKP CARGO S.A.                                                    | Lokomotywa elektryczna           |
|  | WM-10/M-628 | KOLZAM                            | 1983                                | sprawna technicznie            | Pracowała w KWK Ziemowit | zakupiona od DB Cargo Polska S.A.                                                  | Drezyna motorowa                 |
|  | Numer DRG 28407 od roku 1946 014157 seria BCi od roku 1958 14157 seria ABi od roku 1969 505134-20053-2 seria ABi od roku 1976 505124-15188-5 seria Bi | Bi29 / LHW Breslau                | - / 1929                            | sprawny technicznie            | Wyprodukowany dla Deutsche Reichsbahn-Gesellschaft, otrzymał nr DRG 28407. od 1945 PKP : 014157 BCi -> 14157 ABi -> 505134-20053-2 ABi -> 505124-15188-5 Bi -> 505124-15188-5 Bh | użyczony przez PKP IC                                                              | Wagon pasażerski osobowy         |
|  | Numer DRG 36513 od roku 1946 014570 seria BCi od roku 1958 14570 seria ABi od roku 1969 505134-20120-9 seria ABi od roku 1976 505124-5144-8 seria Bi  | BCi29 / LHW Breslau               | - / 1930                            | sprawny technicznie            | Wyprodukowany dla Deutsche Reichsbahn-Gesellschaft, otrzymał nr DRG 36513, od 1945 PKP: 014570 BCi -> 14570 ABi -> 505134-20120-9 ABi - > 505124-15144-8 Bi -> 505124-14144-8 Bh | użyczony przez PKP IC                                                              | Wagon pasażerski osobowy         |
|  | Numer DRG 83630 od roku 1946 026672 seria Ci od roku 1958 26672 seria Bi od roku 1969 515124-20534-3 seria Bi od roku 1975 505124-15031-7 seria Bi    | Ci28 / VVW Koln                   | - / 1929                            | sprawny technicznie            | Wyprodukowany dla Deutsche Reichsbahn-Gesellschaft, otrzymał nr DRG 83630, od 1945 PKP: 026672 Ci ->26672 Bi -> 505124-20534-3 Bi -> 505124-15031 Bi -> 505124-15031-7 Bh        | użyczony przez PKP IC                                                              | Wagon pasażerski osobowy         |
|  | Numer DRG 96668 od roku 1946 024525 seria Ciy od roku 1958 24525 seria Biy od roku 1969 505123-22163-0 seria Biy                                      | C3itrPr18 / LHW Breslau           | - / 1919                            | oczekuje naprawy               | pracował w PKP, ostatnia st. mac. Nysa | zakupiony od PKP S.A.                                                              | Wagon pasażerski osobowy         |
|  | Numer DRG ? od roku 1946 027943 seria Ci od roku 1958 27943 seria Bi                                                                                  | Cid21 / LHW Breslau               | - / 1923                            | oczekuje naprawy               | pracował w PKP, a od 1969 w KGHM Lubin | podarowany przez PolMiedź-Trans Sp z o.o.                                          | Wagon pasażerski osobowy         |
|  | Numer DRG 28314 od roku 1946 09017 seria Ai od roku 1958 9017 seria Bi od roku 1969 505124-20507-9 seria Bi od roku 1975 505124-15051-5 seria Bi      | Bi29 / LHB Bautzen                | - / 1929                            | w trakcie naprawy              | pracował w PKP | zakupiony od PKP S.A.                                                              | Wagon pasażerski osobowy         |
|  | Numer DRG 27655 od roku 1946 09406 seria Ai od roku 1958 9406 seria Bi od roku 1969 505124-20157-5 seria Bi od roku 1976 505124-15175-2 seria Bi      | Bi29 / Beuchelt Greenberg         | - / 1930                            | oczekuje naprawy               | pracował w PKP, ostatnia st. mac. Wrocław Gł. | podarowany przez PKP CARGO S.A.                                                    | Wagon pasażerski osobowy         |
|  | od roku 1947 015277 seria Chuxzt od roku 1958 15277 seria Bchuxzt od roku 1969 515159-10002-0 seria Bchuxzt                                           | 10A / H.Cegielski Poznań          | - / 1947                            | oczekuje naprawy               | pracował w PKP, ostatnio jako wagon socjalny | podarowany przez PKP CARGO S.A.                                                    | Wagon pasażerski osobowy         |
|  | od roku 1958 15921 seria Bhuxzt od roku 1969 515120-22368-7 seria Bhuxzt                                                                              | 8A / ZNTK Ostrów Wlkp.            | - / 1957                            | oczekuje naprawy               | pracował w PKP, ostatnio w poc. sieciowym | podarowany przez PKP Energetyka S.A.                                               | Wagon pasażerski osobowy         |
|  | od roku 1960 17443 seria Bhixt od roku 1969 505129-18439-4 seria Bhixt                                                                                | 43A / H.Cegielski Poznań          | - / 1960                            | oczekuje naprawy               | pracował w PKP, ostatnio w poc. rat. w Rybniku | podarowany przez PKP PLK S.A.                                                      | Wagon pasażerski osobowy         |
|  | od roku 1963 91256 seria DBhixt od roku 1969 505129-22105-5 seria Bhixt                                                                               | 101A / HCP Poznań                 | - / 1963                            | oczekuje naprawy               | procował w PKP, ostatnio w poc, rat, Iławie | podarowany przez PKP PLK S.A.                                                      | Wagon pasażerski osobowy         |
|  | od roku 1976 505121-48271-3 seria Bwixt od lat 90. 505121-18086-1 seria Bh                                                                            | 120A / Pafawag Wrocław            | 3258 / 1976                         | oczekuje naprawy               | pracował w PKP, ostatnia st. mac. Leszno | zakupiony od Przewozy Regionalne Sp. z o.o.                                        | Wagon pasażerski osobowy         |
|  | od roku 1978 515119-80270-5 seria Awxz od lat 90. 515119-10013-6 seria A                                                                              | 112Ag / H.cegielski Poznań        | 16672 / 1978                        | oczekuje naprawy               | pracował w PKP | zakupiony od PKP Intercity S.A.                                                    | Wagon pasażerski osobowy         |
|  | od roku 1979 515120-40118-4 seria Bwxz od lat 90. 505120-18935-0 seria B                                                                              | 111Ag / H.cegielski Poznań        | 16431 / 1979                        | oczekuje naprawy               | pracował w PKP | zakupiony od PKP Intercity S.A.                                                    | Wagon pasażerski osobowy         |
|  | od roku 1976 515159-80212-0 seria Bcwxzd od roku 1994 515159-70053-0 seria Bcd od roku 2011 505159-78003-8 seria Bcd                                  | 110Ac / H.Cegielski Poznań        | 16121 / 1976                        | oczekuje naprawy               | pracował w PKP | darowizna od PKP Intercity S.A.                                                    | Wagon pasażerski kuszetka        |
|  | od roku 1977 515159-80351-6 seria Bcwxzd od lat 90. 505159-70097-7 seria Bcd                                                                          | 110Ac / H. Cegielski Poznań       | 16267 / 1977                        | w trakcie naprawy              | pracował w PKP | darowizna od PKP Intercity S.A.                                                    | Wagon pasażerski kuszetka        |
|  | od roku 1971 515100-48142-0 seria Pmx | 101Ch / Pafawag                   | 2223 / 1971                         | oczekuje naprawy               | Urząd Pocztowy Szczecin 2, potem PKP PLK | darowizna PKP PLK S.A.                                                             | Wagon pasażerski pocztowy        |
|  | od roku 1958 41025 seria Gm od roku 1969 505100-24222-1 seria Pm                                                                                      | 5G / ZNTK Ostrów                  | - / 1956                            | oczekuje naprawy               | pracował w Poczcie Polskiej Urząd Pocztowy Żagań 2 | użyczony przez PKP Intercity SA                                                    | Wagon pasażerski pocztowy        |
|  | od roku 1958 30280 seria Fhxt od roku 1969 515192-18328-0 seria Dhxt                                                                                  | 3F / Pafawag Wrocław              | - / 1964                            | oczekuje naprawy               | pracował w PKP, ostatnio jako wagon tech-gosp | podarowany przez PKP CARGO S.A.                                                    | Wagon pasażerski bagażowy        |
|  | Numer DRG 110756 od roku 1946 034349 seria F od roku 1958 34349 seria F od roku 1969 505193-20058-9 seria D                                           | PwSa10 / ?                        | - / 1912                            | oczekuje naprawy               | pracował w PKP | podarowany przez PKP CARGO S.A.                                                    | Wagon bagażowy                   |
|  | od roku 1975 515195-88097-3 seria Dwx od lat 90. 505195-18036-7 seria Ds                                                                              | 209Ca / Pafawag Wrocław           | 3171 / 1975                         | oczekuje naprawy               | pracował w PKP | zakupiony od PKP Intercity S.A.                                                    | Wagon pasażerski bagażowy        |
|  | Yp 23026 | ?                                 | - / 1904                            | sprawny technicznie            | pracował w PKP, ostatnio jako wagon tech-gosp | odkupiony od PKP S.A.                                                              | Wagon towarowy platforma         |
|  | Pd31 636985 | Stuttgart A4 / budowy niemieckiej | - / 1920                            | oczekuje naprawy               | pracował w PKP | podarowany przez PKP Energetyka S.A.                                               | Wagon towarowy platforma         |
|  | Pddk31 612507 | C-IV / H.Cegielski Poznań         | - / 1923                            | sprawny technicznie            | pracował w PKP, ostatnio jako wagon tech-gosp | podarowany przez PKP CARGO S.A.                                                    | Wagon towarowy platforma         |
|  | Pdk31 646857 | Stuttgart / budowy niemieckiej    | - / 1939                            | oczekuje naprawy               | pracował w PKP, potem w WP | podarowany przez Wojsko Polskie                                                    | Wagon towarowy platforma         |
|  | Pdk31 647512 | Stuttgart / budowy niemieckiej    | - / 1941                            | sprawny technicznie            | pracował w PKP, potem w WP | podarowany przez Wojsko Polskie                                                    | Wagon towarowy platforma         |
|  | K 22513008417-4 | 4Z / Huta Ostrowiec               | - / 1952                            | oczekuje naprawy               | pracował w PKP, zmodernizowany | podarowany przez PKP CARGO S.A.                                                    | Wagon towarowy platforma         |
|  | Pddk41 602267 | 2Z / Huta Ostrowiec               | - / 1951                            | oczekuje naprawy               | pracował w PKP PLK | podarowany przez PKP Polskie Linie Kolejowe S.A.                                   | Wagon towarowy platforma         |
|  | Pddk41 602990 | 2Z / Huta Ostrowiec               | - / 1952                            | oczekuje naprawy               | pracował w PKP PLK | podarowany przez PKP Polskie Linie Kolejowe S.A.                                   | Wagon towarowy platforma         |
|  | Pddk41 622212 | 4Z / Huta Ostrowiec               | - / 1960                            | oczekuje naprawy               | pracował w PKP PLK | podarowany przez PKP Polskie Linie Kolejowe S.A.                                   | Wagon towarowy platforma         |
|  | Wddo 346578 | Villach / budowy niemieckiej      | - / 1942                            | sprawny technicznie            | pracował w PKP, ostatnio jako wagon tech-gosp | odkupiony od PKP PR Sp. z o.o.                                                     | Wagon towarowy węglarka          |
|  | Wddo 311071 | 3W / Pafawag Wrocław              | - / 1946                            | sprawny technicznie            | ostatnio pracował jako wagon tech-gosp | zakupiony od ZRK DOM Poznań                                                        | Wagon towarowy węglarka          |
|  | Wddo 438746 | 4W / Pafawag Wrocław              | - / 1949                            | sprawny technicznie            | pracował w PKP, ostatnio jako wagon tech-gosp | podarowany przez Elektrownię Turów                                                 | Wagon towarowy węglarka          |
|  | WWy 400849 | 17W / FWS Świdnica                | - / 1953                            | oczekuje naprawy               | pracował w PKP, potem w Elektrociepłowni Żerań | podarowany przez Muzeum Komunikacji w Warszawie                                    | Wagon towarowy węglarka          |
|  | E 22515079734-1 | 11W / Pafawag Wrocław             | - / 1955                            | oczekuje naprawy               | pracowała w PKP potem w Elektrociepłowni Siekierki w Warszawie | podarowana przez PGNiG Termika S.A.                                                | Wagon towarowy węglarka          |
|  | E 22515083271-8 | 11W / Pafawag Wrocław             | - / 1955                            | sprawny technicznie            | pracował w PKP, potem w Elektr. Halemba, zmodernizowany | podarowany przez PKE S.A.                                                          | Wagon towarowy węglarka          |
|  | Es 22515520522-5 | 9W / Pafawag Wrocław              | - / 1961                            | oczekuje naprawy               | pracował w PKP, potem PKP CARGO S.A. | podarowany przez PKP CARGO S.A.                                                    | Wagon towarowy węglarka          |
|  | Es 02515528012-3 | 9W / Pafawag Wrocław              | - / 1963                            | oczekuje naprawy               | pracował w PKP, potem PKP CARGO S.A. | podarowany przez PKP CARGO S.A.                                                    | Wagon towarowy węglarka          |
|  | Es 02515529721-3 | 9W / Pafawag Wrocław              | - / 1963                            | oczekuje naprawy               | pracował w PKP, potem PKP CARGO S.A. | podarowany przez PKP CARGO S.A.                                                    | Wagon towarowy węglarka          |
|  | Wddo 390300 | 9W / Pafawag Wrocław              | - / 1964                            | oczekuje naprawy               | pracował w PKP, potem PKP CARGO S.A. | podarowany przez PKP CARGO S.A.                                                    | Wagon towarowy węglarka          |
|  | Wddo 394383 | 9W / Pafawag Wrocław              | - / 1964                            | sprawny technicznie            | pracował w PKP, potem PKP CARGO S.A. | podarowany przez PKP CARGO S.A.                                                    | Wagon towarowy węglarka          |
|  | Wddoh 409503 | 9W/2 / Pafawag Wrocław            | - / 1966                            | oczekuje naprawy               | pracował w PKP, potem PKP CARGO S.A. | podarowany przez PKP CARGO S.A.                                                    | Wagon towarowy węglarka          |
|  | Wddo 307730 | 1W / Huta Ostrowiec               | - / 1948                            | oczekuje naprawy               | pracował w PKP, pod koniec lat 70. trafił do ZNTK Bydgoszcz na cele techniczno-gospodarcze, gdzie dotrwał do obecnych czasów, dzięki temu, że był magazynem trocin (!)           |                                                                                    | Wagon towarowy węglarka          |
|  | Wdnh 389216 | ? / ?                             | - / 1904/mod1941                    | oczekuje naprawy               | pracował w PKP , ostatnio jako wagon tech-gosp | podarowany przez PKP CARGO S.A.                                                    | Wagon towarowy węglarka          |
|  | od roku 1950 453848 seria Wddo od roku 1968 22 51 506 8689-0 seria E                                                                                  | 3W / Pafawag                      | - / 1950                            | oczekuje naprawy               | pracował w PKP, ostatnio jako wagon tech-gosp | podarowany przez PKP CARGO S.A.                                                    | Wagon towarowy węglarka          |
|  | So 715209 | 6S / Pafawag Wrocław              | - / 1961                            | oczekuje naprawy               | pracował w PKP | podarowany przez PKP CARGO S.A.                                                    | Wagon towarowy owocarka          |
|  | Rh 556809 | - / budowy pruskiej               | - / ok. 1910, modernizacja ok. 1935 | oczekuje naprawy               | pracował w PEC, potem DEC | podarowany przez ORLEN S.A.                                                        | Wagon towarowy cysterna          |
|  | Rh 554918 | - / budowy niemieckiej            | - / 1929                            | sprawny technicznie            | pracował w PKP, potem w KWK Marcel | podarowany przez Kompanie Węglową                                                  | Wagon towarowy cysterna          |
|  | Rh 858589 | - / budowy niemieckiej            | - / 1938                            | oczekuje naprawy               | pracował w PKP jako wagon do transportu mazutu | podarowany przez PKP CARGO S.A.                                                    | Wagon towarowy cysterna          |
|  | Rh 550187 | - / budowy niemieckiej            | - / 1938                            | oczekuje naprawy               | pracował w Zakładzie Suchej Destylacji Drewna w Gryfinie | odkupiony od Gryfskand Sp. z o.o.                                                  | Wagon towarowy cysterna          |
|  | Rh 555988 | - / budowy niemieckiej            | - / 1940                            | oczekuje naprawy               | pracował w Elektrowni Łagisza | podarowany przez Tauron Wytwarzanie S.A.                                           | Wagon towarowy cysterna          |
|  | Rbh 557487 | Uerdingen / budowy niemieckiej    | - / 1941                            | oczekuje naprawy               | pracował w PKP jako wagon do transportu mazutu | podarowany przez PKP CARGO S.A.                                                    | Wagon towarowy cysterna          |
|  | RRh 555884 | Deutz 63 / budowy niemieckiej     | - / 1943                            | oczekuje naprawy               | pracował w PEC, potem DEC | podarowany przez ORLEN S.A.                                                        | Wagon towarowy cysterna          |
|  | RRh 553331 | Deutz 48 / budowy niemieckiej     | - / 1943                            | oczekuje naprawy               | pracował w PEC, potem DEC | podarowany przez ORLEN S.A.                                                        | Wagon towarowy cysterna          |
|  | RRh 554547 | - / budowy pruskiej               | - / 1944                            | oczekuje naprawy               | pracował w PEC, potem DEC | podarowany przez ORLEN S.A.                                                        | Wagon towarowy cysterna          |
|  | Rh 563062 | 1R/1 / ZASTAL Zielona Góra        | - / 1947                            | oczekuje naprawy               | Dyrekcja Eksploatacji Cystern, potem Elektrownia Dolna Odra | darowizna PGE Górnictwo i Energetyka Konwencjonalna S.A.                           | Wagon towarowy cysterna          |
|  | Rbh 563644 | 1R/1 / ZZPM Zielona Góra          | - / 1948                            | sprawny technicznie            | pracował w PKP jako wagon PEC, potem DEC | odkupiony od GATX Polska Sp. z o.o.                                                | Wagon towarowy cysterna          |
|  | Roh 564998 | 8026 / Wagonbau Niesky            | - / 1955                            | oczekuje naprawy               | pracował w PKP jako wagon do transportu oleju | podarowany przez PKP CARGO S.A.                                                    | Wagon towarowy cysterna          |
|  | RRh 565471 | 20R / PPZM Zielona Góra           | - / 1956                            | sprawny technicznie            | pracował w PKP jako wagon Cukrowni Kluczewo | podarowany przez Polski Cukier S.A.                                                | Wagon towarowy cysterna          |
|  | Uah 21510053388-8 | 29R / FW Świdnica                 | - / 1960                            | oczekuje naprawy               | pracował w Zakładach Chemicznych Oświęcim | podarowany przez RAIL POLSKA Sp. z o.o.                                            | Wagon towarowy cysterna          |
|  | RRh 568977 | 29R / FW Świdnica                 | - / 1962                            | oczekuje naprawy               | pracował w Elektrowni Łagisza | podarowany przez Tauron Wytwarzanie S.A.                                           | Wagon towarowy cysterna          |
|  | RRh 554939 | Uerdingen 63 / niemieckiej budowy | - / 1944                            | oczekuje naprawy               | pracował w PEC , potem w PKP | podarowany przez PKP S.A.                                                          | Wagon towarowy cysterna          |
|  | Uh 21510020396-1 | 230R / FWS Świdnica               | - / 1963                            | sprawny technicznie            | pracował w PKP jako wagon Polifarb Wrocław | odkupiony od PPG-Deco Sp. z o.o.                                                   | Wagon towarowy cysterna          |
|  | Uh (Rh) 21510005952-0 | N260 / Wagonbau Niesky            | 6751 / 1955                         | oczekuje naprawy               | Pracował w PEC (Przedsiębiorstwo Eksploatacji Cystern) , Na początku lat 80. po zakończeniu handlowej eksploatacji został przeznaczony na magazyn oleju w Elektrowni Dolna Odra. | Odkupiony dzięki dotacji Fundacji PGE                                              | Wagon towarowy cysterna          |
|  | Us 21510921604-8 | CWL26 / ZNTK Wrocław              | - / 1968                            | sprawny technicznie            | pracował w PKP jako wagon Zakł. Chem. Oświecim | podarowany przez Rail Polska S.A.                                                  | Wagon towarowy cysterna          |
|  | Us 22510920220-3 | 220S / ZNTK Wrocław               | 095 / 1972                          | sprawny technicznie            | pracował w CEMET SA | przekazany przez CEMET S.A.                                                        | Wagon towarowy cysterna          |
|  | Sddw 750490 | 1S / Pafawag Wrocław              | - / 1952                            | sprawny technicznie            | pracował w PKP, ostatnio jako wagon tech-gosp | podarowany przez PKP CARGO S.A.                                                    | Wagon towarowy wapniarka         |
|  | T 22515603825-2 | 205S / ZNTK Wrocław               | - / 1968                            | sprawny technicznie            | pracował w PKP, ostatnio jako wagon tech-gosp | odkupiony od PKP S.A.                                                              | Wagon towarowy wapniarka         |
|  | Kdn 125837 | Kassel IId8 / budowy pruskiej     | - / 1902                            | oczekuje naprawy               | pracował w PKP, potem w WP | podarowany przez Wojsko Polskie                                                    | Wagon towarowy kryty             |
|  | Kdn 115459 | Kassel IId8 / budowy pruskiej     | - / 1907                            | sprawny technicznie            | pracował w PKP, potem w WP | podarowany przez Wojsko Polskie                                                    | Wagon towarowy kryty             |
|  | Kdn 123689 | Kassel IId8 / budowy pruskiej     | - / 1908                            | oczekuje naprawy               | pracował w PKP, potem w WP | podarowany przez Wojsko Polskie                                                    | Wagon towarowy kryty             |
|  | Kdn 128852 | IId8 / -                          | - / 1911                            | oczekuje renowacji             | pracował w PKP | podarowany przez PKP CARGO S.A.                                                    | Wagon towarowy kryty             |
|  | Kdn 118171 | Kassel IId8 / budowy pruskiej     | - / 1912                            | oczekuje naprawy               | pracował w PKP, potem w WP | podarowany przez Wojsko Polskie                                                    | Wagon towarowy kryty             |
|  | Kdnh 183251 | F / budowy włoskiej               | - / 1912                            | sprawny technicznie            | pracował w PKP, potem w WP | podarowany przez Wojsko Polskie                                                    | Wagon towarowy kryty             |
|  | Kdt 140270 | Kassel A2 / budowy niemieckiej    | - / 1913                            | oczekuje naprawy               | pracował w PKP, potem w WP | podarowany przez Wojsko Polskie                                                    | Wagon towarowy kryty             |
|  | Gklm 21511128821-7 | Kassel A2 / budowy niemieckiej    | - / 1914                            | sprawny technicznie            | pracował w PKP, potem w WP | podarowany przez Wojsko Polskie                                                    | Wagon towarowy kryty             |
|  | X 870183 | Kassel A2 / budowy niemieckiej    | - / 1917                            | oczekuje naprawy               | pracował w PKP, potem w WP | podarowany przez Wojsko Polskie                                                    | Wagon towarowy kryty             |
|  | Kdt 135476 | Kassel A2 / budowy niemieckiej    | - / 1920                            | oczekuje naprawy               | pracował w PKP, potem w WP | podarowany przez Wojsko Polskie                                                    | Wagon towarowy kryty             |
|  | Kdth 133758 | C-I / Wagon Ostrów Wlkp.          | 201 / 1923                          | oczekuje naprawy               | pracował w PKP | podarowany przez PKP PLK S.A.                                                      | Wagon towarowy kryty             |
|  | Kdt 145633 | Kassel / budowy niemieckiej       | - / 1927                            | oczekuje naprawy               | pracował w PKP potem w PLK S.A. | podarowany przez PKP PLK S.A.                                                      | Wagon towarowy kryty             |
|  | Kdsth 135342 | Dresden / budowy niemieckiej      | - / 1936                            | oczekuje naprawy               | pracował w PKP, potem w WP | podarowany przez Wojsko Polskie                                                    | Wagon towarowy kryty             |
|  | Kpt 193045 | C-IX / Huta Ostrowiec             | 16576 / 1938                        | oczekuje naprawy               | pracował w PKP | podarowany przez PKP PLK S.A.                                                      | Wagon towarowy kryty             |
|  | Kdt 118574 | Oppeln / budowy niemieckiej       | - / 1939                            | sprawny technicznie            | pracował w PKP, potem w WP | podarowany przez Wojsko Polskie                                                    | Wagon towarowy kryty             |
|  | Kddt 103410 | 1K / Pafawag Wrocław              | - / 1950                            | oczekuje naprawy               | pracował w PKP, potem w WP | podarowany przez Wojsko Polskie                                                    | Wagon towarowy kryty             |
|  | Kddt 103411 | 1K / Pafawag Wrocław              | - / 1950                            | sprawny technicznie            | pracował w PKP, potem w WP | podarowany przez Wojsko Polskie                                                    | Wagon towarowy kryty             |
|  | Kddet 165264 | 23K / Pafawag Wrocław             | - / 1959                            | sprawny technicznie            | pracował w PKP, potem PKP CARGO S.A. | podarowany przez PKP CARGO S.A.                                                    | Wagon towarowy kryty             |
|  | Kddet 168506 | 23K / Pafawag Wrocław             | - / 1959                            | oczekuje naprawy               | pracował w PKP, potem PKP CARGO S.A. | podarowany przez PKP CARGO S.A.                                                    | Wagon towarowy kryty             |
|  | Ggs 02511481434-3 | 23K / Pafawag Wrocław             | - / 1960                            | oczekuje naprawy               | pracował w PKP, potem PKP CARGO zmodernizowany | podarowany przez PKP CARGO S.A.                                                    | Wagon towarowy kryty             |
|  | Ggs 02511482707-1 | 23K / Pafawag Wrocław             | - / 1960                            | oczekuje naprawy               | pracował w PKP, potem Cukrownia Jawor, zmodernizowany | odkupiony od SudZucker Polska S.A.                                                 | Wagon towarowy kryty             |
|  | Us-ux 40519525000-7 | 211K / ZNTK Ostrów Wlkp.          | - / 1962                            | oczekuje naprawy               | pracował w PKP, zmodernizowany do przesyłek ekspresowych | podarowany przez PKP CARGO S.A.                                                    | Wagon towarowy kryty             |
|  | Us-ux 40519525001-5 | 211K / ZNTK Ostrów Wlkp.          | - / 1963                            | sprawny technicznie            | pracował w PKP, zmodernizowany do przesyłek ekspresowych | podarowany przez PKP CARGO S.A.                                                    | Wagon towarowy kryty             |
|  | Kdt 150533 | Kassel A2 / budowy niemieckiej    | - / 1920                            | sprawny technicznie            | pracował w PKP, potem w DOM Wrocław | zakupiony od Dolkom Sp. z o.o.                                                     | Wagon towarowy kryty             |
|  | Kdt 111631 | Kassel A2 / budowy niemieckiej    | - / 1924                            | sprawny technicznie            | sprawny technicznie | zakupiony od Dolkom Sp. z o.o.                                                     | Wagon towarowy kryty             |
|  | Kdsth 196138 | Dreden Gl / budowy niemieckiej    | - / 1933                            | oczekuje naprawy               | pracował w PKP, potem w DOM Wrocław | zakupiony od Dolkom Sp. z o.o.                                                     | Wagon towarowy kryty             |
|  | od roku 1950 106656 seria Kddt od roku 1968 22511003157-5 seria .G                                                                                    | 1K / Pafawag                      | - / 1950                            | oczekuje naprawy               | pracował w PKP , potem w Wojsku Polskim | podarowany przez Wojsko Polskie                                                    | Wagon towarowy kryty             |
|  | od roku 1950 107319 seria Kddt od roku 1968 02511004266-7 seria .G                                                                                    | 1K / Pafawag                      | - / 1950                            | oczekuje naprawy               | pracował w PKP , potem w Wojsku Polskim | podarowany przez Wojsko Polskie                                                    | Wagon towarowy kryty             |
|  | od roku 1959 169374 seria Kddet od roku 1968 22511472937-2 seria .Ggs                                                                                 | R501K / Arad Rumunia              | - / 1959                            | oczekuje naprawy               | pracował w PKP , potem w Wojsku Polskim | podarowany przez Wojsko Polskie                                                    | Wagon towarowy kryty             |
|  | XXk 870549 | Bromberg / budowy niemieckiej     | - / 1943                            | w trakcie naprawy              | pracował w PKP w dyspozycji WP | podarowany przez PKP PLK SA                                                        | Wagon towarowy kryty warsztatowy |
|  | Ibhqrss 21518244486-3 | 202Lc / ZNTK Ostrów               | 6858 / 1975                         | oczekuje naprawy               | pracował w PKP | podarowny przez PKP S.A.                                                           | Wagon towarowy chłodnia          |
|  | Ibchqrs 22518144282-6 | 202Lc / ZNTK Ostrów Wlkp.         | - / 1972                            | oczekuje naprawy               | pracował w PKP, potem PKP CARGO S.A. | podarowany przez PKP CARGO S.A.                                                    | Wagon towarowy chłodnia          |
|  | Wddah 512771 | 41WS / ZNTK Wrocław               | 531 / 1962                          | oczekuje naprawy               | pracował w zakładach Wapienniczych Górażdże | odkupiony od Lhoist Polska S.A.                                                    | Wagon towarowy samowyładowczy    |
|  | Wddah 481506 | 59WS / ZNTK Wrocław               | - / 1964                            | oczekuje renowacji             | pracował w PKP | podarowany przez PKP CARGO S.A.                                                    | Wagon towarowy samowyładowczy    |
|  | Fd 20516021150-9 | 59WS / ZNTK Wrocław               | - / 1968                            | oczekuje naprawy               | pracował w PKP, potem PKP CARGO S.A. | podarowany przez PKP CARGO S.A.                                                    | Wagon towarowy samowyładowczy    |
|  | Fd 20516024492-2 | 41WS/2 / ZNTK Wrocław             | - / 1968                            | oczekuje naprawy               | pracował w PKP, potem PKP CARGO S.A. | podarowany przez PKP CARGO S.A.                                                    | Wagon towarowy samowyładowczy    |
|  | Fd 20510605977-2 | 41WS/3 / ZNTK Wrocław             | - / 1974                            | oczekuje naprawy               | pracował w Zakładach Wapienniczych "Kujawy" | podarowany przez Lafarge Cement S.A.                                               | Wagon towarowy samowyładowczy    |
|  | Wdda 512742 | 41WS / ZNTK Wrocław               | - / 1962                            | oczekuje naprawy               | pracował w Zakładach Wapienniczych "Kujawy" | podarowany przez Lafarge Cement S.A.                                               | Wagon towarowy samowyładowczy    |
|  | Xk 855146 | C-Ib / Huta Ostrowiec             | - / 1939                            | w trakcie naprawy              | pracował w PKP, przebudowany na cele tech-gosp | odkupiony od PKP S.A.                                                              | Wagon służbowy                   |
|  | U(Ft) 30519404558-2 | 1K / Pafawag Wrocław              | - / 1950                            | sprawny technicznie            | pracował w PKP, potem w WP | podarowany przez Wojsko Polskie                                                    | Wagon służbowy                   |
|  | od roku 1976 615199-90006-6 seria Bckd od lat 90. 635199-80006-4 seria Sk                                                                             | 110A / H.Cegielski Poznań         | - / 1976                            | sprawny technicznie            | pracował w PKP | zakupiony od PKP Intercity S.A.                                                    | Wagon służbowy                   |

|  |

## Imprezy kolejowe zorganizowane przez Klub
10.2013: Organizacja pociągu specjalnego z parowozem Ty42-24 i klubowych wagonów w relacji Wrocław – Oleśnica – Syców – Oleśnica – Wrocław
04.2013: Zorganizowanie przejazdu pociągu specjalnego zestawione z lokomotywą ST43-195 i 12 wagonów klubowych na trasie Wrocław – Leszno – Biadki – Leszno – Wrocław
05.2012: Zorganizowanie na stacji Oława wraz z samorządem miasta Oława oraz PKP Intercity SA, DB Schenker Rail Polska, PKP Cargo SA, Freightliner Pl, STK SA, Koleje Dolnośląskie i PKP PLK SA rocznicy 170-lecia linii kolejowej Wrocław – Oława. Na wystawie prezentowany był następujący tabor kolejowy: lokomotywa PKP IC EU07-173, skład wagonów retro, DB lokomotywa class 66, parowóz TKh Ferrum 05353, STK lokomotywa Dragon E6ACT-001, FPL lokomotywa E189-457 oraz Class 66 – 66014, PKP Cargo SA zmodernizowanie lokomotywy ET22-2015 i SM42-1239 oraz klubowe SM41-126 i dwa wagony towarowe.
04.2012: Wspólnie z PKP Intercity SA oraz STK SA został uruchomiony pociąg specjalny z okazji Parady Parowozów 2012 w relacji Wrocław – Wolsztyn – Wrocław
17.09.2011 o godz. 8.01 ze stacji Wrocław Mikołajów odjechał pociąg specjalny, zorganizowany przez Klub i przewoźnika Freightliner PL, we współpracy z samorządami ziem położonych wzdłuż odcinków Oleśnica – Kępno – Wieluń linii 181
09.04.2011: Klub zorganizował przejazd pociągu specjalnego relacji Wrocław – Oleśnica – Syców i z powrotem.
30.04.2011: KSK we Wrocławiu zorganizował wraz z STK S.A. i PKP Intercity S.A. pociąg specjalny „Hefajstos” na paradę parowozów w Wolsztynie
29.05.2010: odbył się przejazd pociągiem specjalnym relacji Wrocław – Jelenia Góra – Wałbrzych zestawionym z lokomotywy elektrycznej ET21 i historycznego składu towarowego.
15.05.2010: odbył się przejazd pociągu specjalnego na trasie Leszno – Bojanowo – Góra Śląska – Bojanowo – Rawicz – Miejska Górka – Rawicz – Leszno. Odjazd z Leszna o godz. 9:00. Skład pociągu to SP42 + 1Bh w oliwkowym malowaniu.
09.2009: Organizacja przejazdu pociągu specjalnego w zestawieniu: wagon spalinowy SN61-183 i wagon 120A w oliwkowym malowaniu na trasie Szczecin – Kołobrzeg – Wysoka Kamieńska – Szczecin.
04.2009: Klub Sympatyków Kolei we Wrocławiu przy współpracy z PKP PLK S.A., PKP Intercity, PKP Cargo oraz Prokol sp. z o.o. zorganizował przejazd pociągu specjalnego w relacji Wrocław Główny – Marciszów – Wojcieszów Górny – Wrocław. Pociąg prowadził parowóz TKt48-18, skład zestawiony był z jednego wagonu osobowego typu Ci28 oraz 7 wagonów towarowych odrestaurowanych w ubiegłych latach przez członków Klubu.
2008: zorganizowanie we współpracy z Wolsztyn Experience, PKP Przewozy Regionalne i Prokol sp. z o.o. przejazdu składu wagonów KSK z parowozem TKt48-18 po węźle wrocławskim
11.10.2008 – współorganizacja przejazdu pociągu specjalnego na trasie Wrocław – Jelcz Laskowice – Wrocław w ramach akcji „Masz Głos – Masz Wybór”
23.11.2008 – zorganizowanie wraz z STK S.A. przejazdu składu wagonów klubu po węźle wrocławskim
9.10.2004 – zorganizowanie pociągu specjalnego relacji Wrocław – Jaworzyna Śląska – Świdnica – Sobótka – Jaworzyna Śląska – Wrocław prowadzonego prywatną lokomotywą M62-2987 z Rail Polska.
24.10.2004 – zorganizowanie przejazdu EN57-1774 na trasie Legnica – Złotoryja – Jerzmanice Zdrój – Krzeniów – Jerzmanice Zdrój – Złotoryja – Legnica.
2002: Pomoc w organizacji pociągu specjalnego relacji Legnica – Krzeszów – Legnica prowadzonego lokomotywą SU45-052.
2000: Zorganizowanie pociągu specjalnego na trasie Żagań – Lubsko – Gubinek – Lubsko – Żagań. Skład złożony z czteroczłonowej „bipy” prowadziła lokomotywa SU46-048.
24.06.2000: Zorganizowanie pociągu specjalnego z parowozem Ty42-1 na trasie Wrocław Gł. – Sobótka – Świdnica – Jaworzyna Śląska w pierwszy dzień zawieszenia kursowania pociągów pasażerskich na tej trasie.
4.9.1999: Zorganizowanie pociągu specjalnego z parowozem TKt48-18 na trasie Jelenia Góra – Lwówek Śląski – Karpacz – Jelenia Góra.
28.06.1998: Zorganizowanie pociągu specjalnego (towarowego) prowadzonego parowozem Ty45-20 na trasie Jaworzyna Śląska- Strzegom- Bolków- Strzegom- Jaworzyna Śląska.
11.11.1998: Zorganizowanie z parowozem Ty2-1169 pociągu specjalnego na trasie Jaworzyna Śląska – Piława Górna – Dzierżoniów – Bielawa Dolna – Jaworzyna Śląska
30.05.1997: Zorganizowanie pociągu specjalnego prowadzonego lokomotywą parową serii Tr5-65 na trasie Legnica- Złotoryja- Świerzawa- Legnica.
1997: Zorganizowanie pleneru fotograficznego z parowozem TKh „Ferrum” w Hucie „Małopanew” w Ozimku;
1997: Zorganizowanie przejazdu pociągu specjalnego prowadzonego trakcją parową po liniach Dolnego Śląska, zagrożonych zamknięciem;
26.10.1996: Zorganizowanie pociągu specjalnego relacji Wrocław – Trzebnica – Łagiewniki – Jaworzyna Śląska prowadzonego parowozem Ty2-1169;
26.10.1996: Organizacja pociągu specjalnego prowadzonego trakcją parową po zamkniętych liniach kolejowych: Wrocław – Trzebnica oraz Wrocław – Kobierzyce – Piława Górna;
1995: Organizacja przy współpracy z Dolnośląską DOKP V Ogólnopolskiego Zlotu Miłośników Kolei, w ramach którego uruchomione zostały dwa pociągi specjalne prowadzone trakcją parową na malowniczych trasach Dolnego Śląska oraz przejazd zabytkowymi tramwajami po Wrocławiu;
1994: Zorganizowanie pleneru fotograficznego z parowozem TKp „Śląsk” na terenie Kopalni Węgla Kamiennego „Victoria” w Wałbrzychu;
1994: Organizacja i obsługa fotostopów podczas inauguracyjnego przejazdu pociągu specjalnego prowadzonego przez odbudowany historyczny parowóz Tr5-65;
1993: Zorganizowanie pleneru fotograficznego z parowozem bezogniowym serii TKbb na terenie gazowni we Wrocławiu.